# Superchunk
Superchunk (с англ. — «Суперкусок») — американская инди-рок-группа из Чапел-Хилл, в состав которой входят вокалист и гитарист Мак Маккоган, гитарист Джим Уилбур, басистка Лора Балланс и барабанщица Лора Кинг. Созданная в 1989 году, группа стала одной из тех, кто помог определить музыкальную сцену Чапел-Хилл 1990-х годов. Их энергичный, скоростной стиль и подход «сделай сам» навеяны панк-роком. Хотя их сильной стороной оставался энергичный инди-рок, типичным примером которого стали гимн 1990-х «Slack Motherfucker» и альбом What a Time to Be Alive (2018), по мере взросления их подход развивался, включая болезненный катарсис альбома Foolish (1994), заигрывания с джазовыми инструментами в альбоме Come Pick Me Up (1999), спродюсированном Джимом О'Рурком, и смягченную подачу и оркестровые штрихи альбома Wild Loneliness (2022).
Участники Маккоган и Балланс основали успешный независимый лейбл Merge Records в 1989 году как способ выпускать музыку Superchunk и музыку, созданную друзьями, которая расширилась, включив в себя исполнителей со всего мира и записи, достигшие вершин музыкальных чартов Billboard.

## Характеристики
Стиль
Музыка Superchunk была описана как панк-рок и инди-рок. На творчество Superchunk оказали влияние такие группы, как Buzzcocks, Sonic Youth, Dinosaur Jr. и Hüsker Dü. В конечном итоге группа вобрала в себя элементы таких групп, как Rocket from the Crypt, Drive Like Jehu и Polvo. 

## Наследие
Влияние на других исполнителей
Superchunk оказали значительное влияние на альтернативную музыку, упоминаясь как источник вдохновения для Motion City Soundtrack, The Get Up Kids, Jawbreaker, The Jazz June, Lemuria и The Van Pelt.

## Дискография
Смотри статью «Дискография Superchunk» в англ. разделе.
Альбомы
- Superchunk (1990)
- No Pocky for Kitty (1991)
- On the Mouth (1993)
- Foolish (1994)
- Here's Where the Strings Come In (1995)
- Indoor Living (1997)
- Come Pick Me Up (1999)
- Here's to Shutting Up (2001)
- Majesty Shredding (2010)
- I Hate Music (2013)
- What a Time to Be Alive (2018)
- Wild Loneliness (2022)

Сборники
- Tossing Seeds (Singles 89–91) (1992)
- Incidental Music 1991–95 (1995)
- Cup of Sand (2003)
- Misfits & Mistakes: Singles, B-Sides & Strays 2007–2023 (2023)

Концертные альбомы
- The Clambakes Series Vol. 1 (2002)
- The Clambakes Series Vol. 2 (2002)
- The Clambakes Series Vol. 3 (2004)